# Nicéforo Calixto
Nicéforo Calixto Xantopoulos o Nicéforo Calixto Xanthopoulos, latinizado como Nicephorus Callistus Xanthopulus (griego: Νικηφόρος Κάλλιστος Ξανθόπουλος), de Constantinopla, fue el último de los historiadores eclesiásticos griegos, floreció alrededor de 1320. Su Historia Ecclesiastica, en dieciocho libros, lleva la narrativa hasta el 610; para los cuatro primeros siglos el autor depende en gran medida de sus predecesores Eusebio de Cesarea, Sócrates de Constantinopla, Sozomeno, Teodoreto de Ciro y Evagrio Escolástico, aunque sus adiciones muestran muy poca facultad crítica. Para el período posterior, basó sus trabajos en documentos que ahora ya no existen, pero a los cuales él tuvo libre acceso, y aunque también los utiliza también con poca discriminación, son mucho más valiosos. 
También existe una tabla de contenido de otros cinco libros, que continúa la historia hasta la muerte de León VI el Sabio en 911, pero es dudoso que los libros hayan sido escritos. Algunos académicos modernos opinan que Nicéforo se apropió de la obra de un autor desconocido del siglo X y la hizo pasar como propia. El plan de la obra es bueno y a pesar de sus fábulas y absurdos supersticiosos, contiene hechos importantes que de lo contrario serían desconocidos. Solo se conoce un manuscrito de la historia, que fue robado por un soldado turco de una biblioteca en Buda durante el reinado de Matías Corvino en Hungría y fue llevado a Constantinopla, donde fue comprado por un cristiano y finalmente llegó a la biblioteca imperial de Viena. Nicéforo fue también autor de las listas de los emperadores y patriarcas de Constantinopla, de un poema sobre la captura de Jerusalén y de una sinopsis de las Escrituras, todo en yambos; además de comentarios en poemas litúrgicos.